# Château de Montoussé
 (signalé en août 2025).
Si vous disposez d'ouvrages ou d'articles de référence ou si vous connaissez des sites web de qualité traitant du thème abordé ici, merci de compléter l'article en donnant les références utiles à sa vérifiabilité et en les liant à la section « Notes et références ».
- Archive Wikiwix
- Bing
- Cairn
- DuckDuckGo
- E. Universalis
- Gallica
- Google
- G. Books
- G. News
- G. Scholar
- Persée
- Qwant
- (zh) Baidu
- (ru) Yandex
- (wd) trouver des œuvres sur Wikidata

Le château de Montoussé  est un château fort datant du XIIIe siècle.

## Localisation
Le château est situé sur la commune de Montoussé, en vallée de la Neste dans le département français des Hautes-Pyrénées en région Occitanie. Il est implanté sur le sommet d'une colline qui surplombe le village.

## Histoire
Le Château de Montoussé fut la propriété des Rois de France du XIIIe siècle jusqu’en 1789, après la Révolution Française ce qui restait de la forteresse de Montousse fut pillé. 
De nombreux capitaines s’y succédèrent et appliquèrent dès 1416 une « taxe » payée par les marchands sur le bétail et les marchandises, en contrepartie, la garnison les protégeait durant la traversée dangereuse des landes de Lannemezan. 
Occupé tour à tour par des pillards, des ligueurs et des huguenots, le château de Montoussé fut démantelé par deux fois sur ordre du Roi, soucieux que sa propriété ne puisse protéger ses ennemis. 
La dernière étape destructrice, fut le dynamitage du donjon, par une Compagnie SS qui, pour surveiller la région, dont les Usines Chimiques de Lannemezan, s'y était installée de  1942 à 1944

## Galerie d'images

Sélection de vues du château
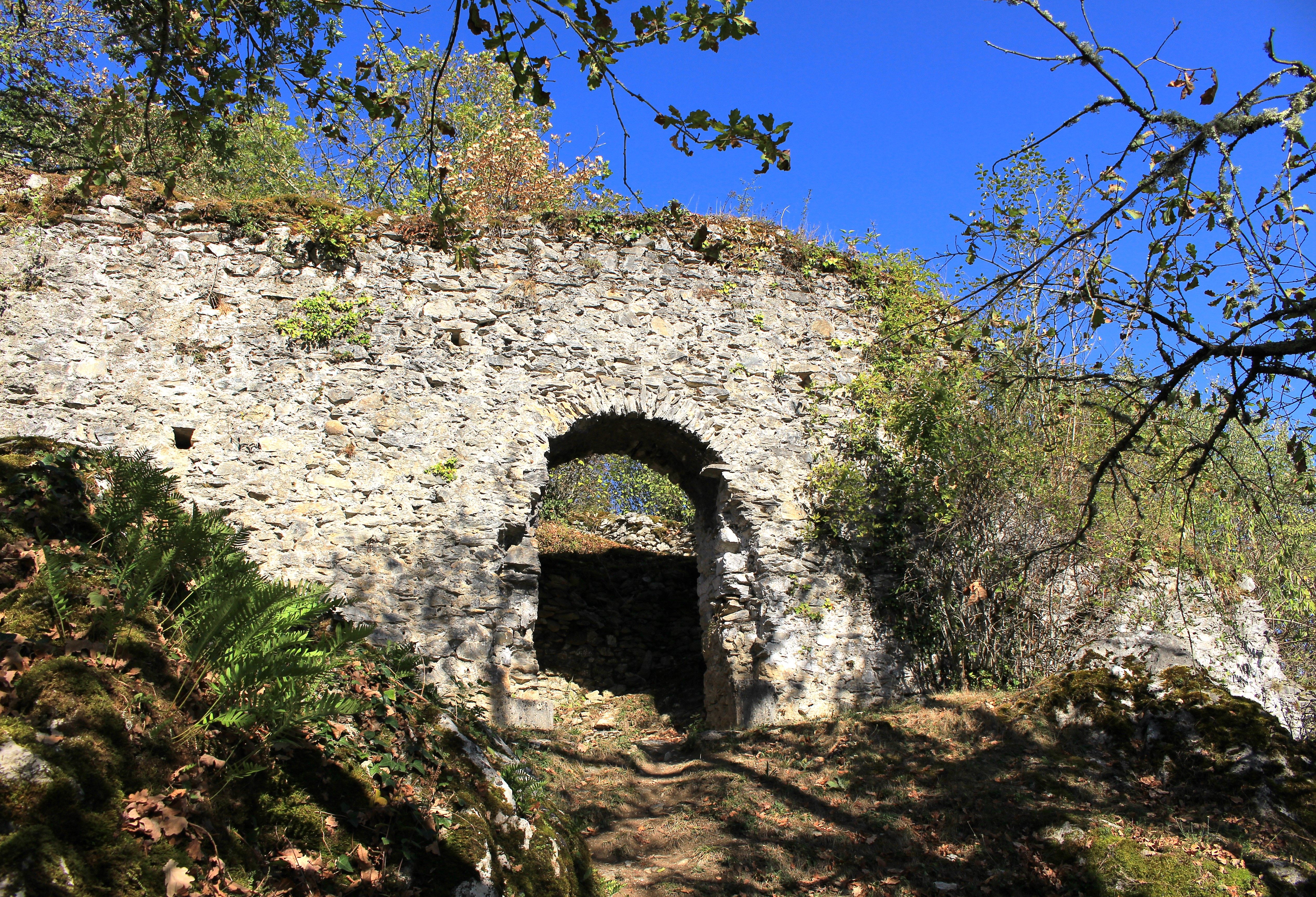
Vue de l'accès.
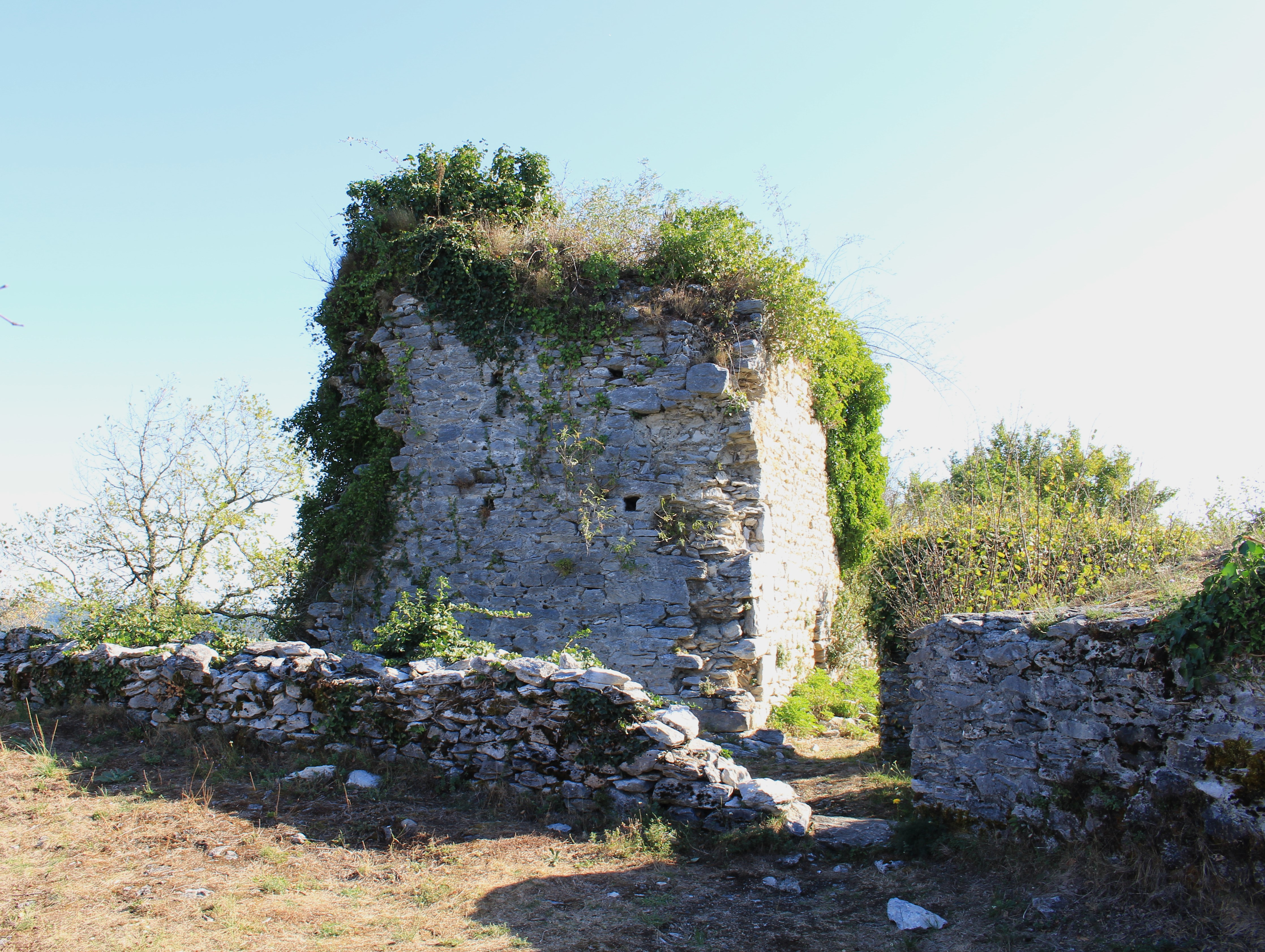
Vue dues ruines.
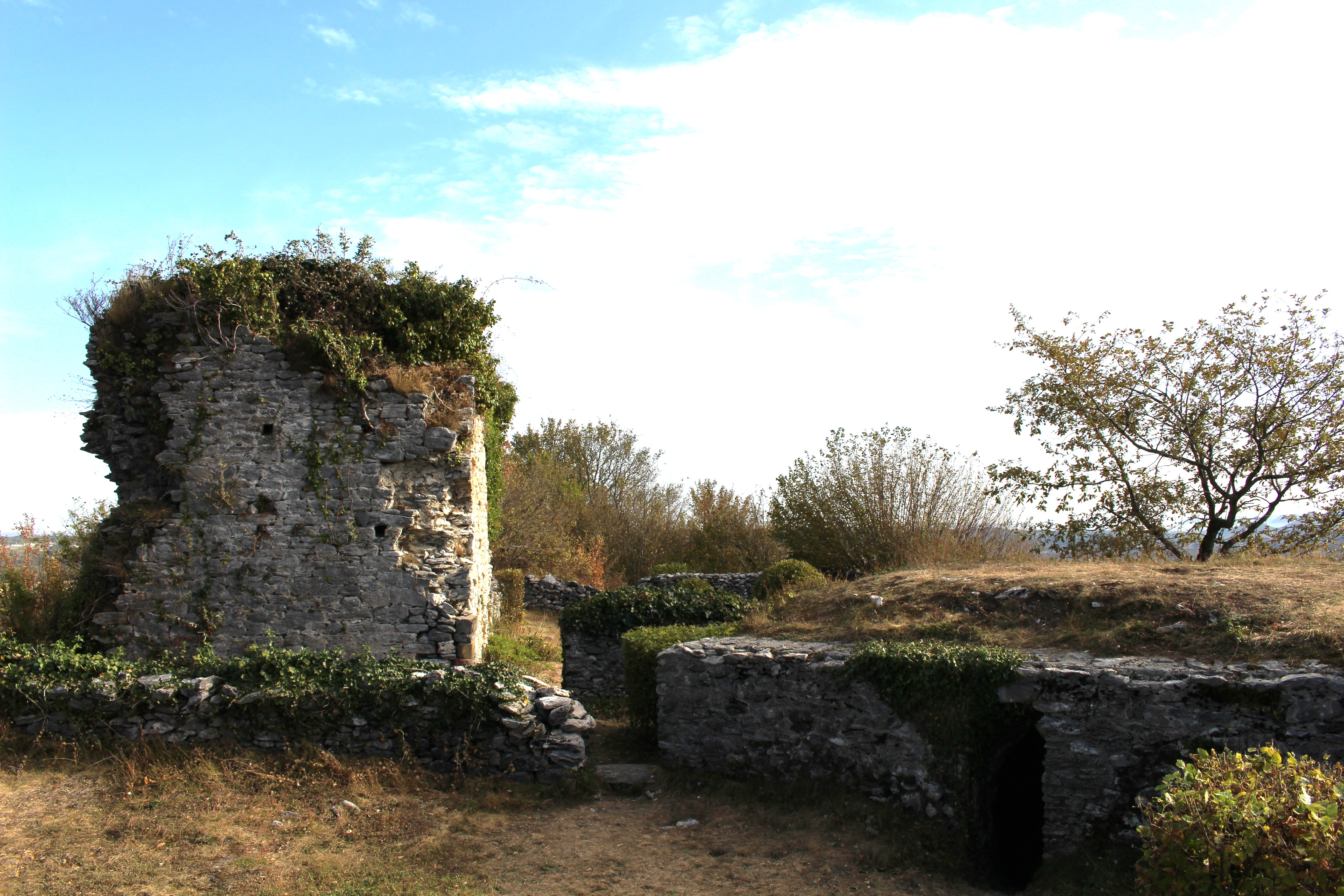
Vue de la tour.